# Songfestival van Knokke
Het Songfestival van Knokke (Frans: Coupe d'Europe de tour de chant; Engels: European Cup for Vocal Recitation), officieel de Europabeker voor zangvoordracht, kortweg Knokkefestival genoemd, was een zangcompetitie voor Europese landen die van 1959 tot 1973 jaarlijks werd gehouden in het casino van de Belgische plaats Knokke. In de jaren 80 werden nog vijf edities van de wedstrijd georganiseerd, ditmaal in een bescheidener versie onder de naam Knokke Cup.

## Geschiedenis
De populariteit van het reeds door de NIR/BRT uitgezonden Festival van San Remo en Eurovisiesongfestival droegen er toe bij dat men in Vlaanderen een gelijkaardig 'festival voor lichte muziek' wilde organiseren. In 1953 nog begonnen als een nationale liedjeswedstrijd, met deelname van een nog jonge Jacques Brel die toen als voorlaatste eindigde, groeide het Knokkefestival vanaf 1959, mede geïnspireerd door het internationale succes van Expo '58, uit tot een Europese competitie van landenploegen. Het festival werd in diverse landen uitgezonden op televisie en was een internationale springplank voor nieuw talent. Grote namen als Udo Jürgens, Willeke Alberti en Engelbert Humperdinck kenden hier het debuut van hun carrière.
Elk jaar deden zes (tot negen) landen mee met een team van vijf en later drie zangers of zangeressen. Naast België namen Frankrijk, Duitsland, Nederland, Italië en het Verenigd Koninkrijk elk jaar deel aan het festival. Voor Nederland deden vaak bekende artiesten mee zoals Corry Brokken, Annie Palmen, Willeke Alberti, Liesbeth List, Teddy Scholten en Ramses Shaffy. Nederland won het Knokkefestival in 1964 en 1965.
Jarenlang stond het festival op eenzelfde niveau als het gerenommeerde Eurovisiesongfestival en het Festival van San Remo, maar begin jaren 1970 begon de interesse voor het festival te verdwijnen. De laatste officiële competitie vond plaats in 1972, een jaar later was er nog een afscheidsshow met bekende namen die in het verleden hadden deelgenomen aan het Songfestival van Knokke.

### Knokke Cup
In de jaren 80 werd het Knokkefestival nieuw leven ingeblazen, zij het in een bescheidener versie, telkens in juli en dit maal onder de naam Knokke Cup. De eerste 'nieuwe' editie vond plaats in juli 1980 met een Belgische delegatie bestaande uit Yvette Ravel, Linda Lepomme en Marijn Devalck en producer Anton Peters. Er volgden nog uitgaven in 1981 (met Johan Verminnen, Sofie en Liliane Dorekens), 1984 (met Sonia Pelgrims, Anne Mie Gils en Tony en Fred Bekky als coach), 1985 en 1986. In 1985 won het Nederlandse VARA-team met Astrid Seriese, Mathilde Santing en Julya Lo'ko met het lied A woman is a sometime thing. De Belgische ploeg met Johan Vijdt, Patrick Alessi en Nicky Langley o.l.v. coach Fred Bekky eindigde toen tweede. In 1986 won Nederland opnieuw, ditmaal met Ruth Jacott, Lisa Boray en Marielle Tromp.
In die periode werd het festival afwisselend gepresenteerd door o.a. Staf Knop, Jan Theys en René Van der Speeten.

## Edities
| Jaar | Winnende land       | Artiesten van het winnende land                                                  |
| ---- | ------------------- | -------------------------------------------------------------------------------- |
| 1959 | Frankrijk           | Jean-Paul Vignon, Gélou, Olivier Jeanès, Robert Jeantal en Jean-Yves Gran        |
| 1960 | West-Duitsland      | Heinz Sagner, Hannelore Auer, Frank Forster, Inge Brandenburg en Udo Jürgens     |
| 1961 | Verenigd Koninkrijk | Tino Valdi, Carmitta, Ken Kirkham, Kathy Kirby en Dick Francis                   |
| 1962 | Frankrijk           | Christiane Legrand, Alain Barrière, Luce Klein, Joël Holmès en Billy Bridge      |
| 1963 | Frankrijk           | Jacqueline Danno, Billy Nencioli, Gérard Mélet, Nicole Croisille en Anton Valéry |
| 1964 | Nederland           | Willeke Alberti, Shirley, Trea Dobbs, Ilonka Biluska en Rita Hovink              |
| 1965 | Nederland           | Greetje Kauffeld, Liesbeth List, Connie van Bergen, Suzie, Jan Arntz             |
| 1966 | Verenigd Koninkrijk | Truly Smith, Chloe Walters, Eden Kane, Jimmy Wilson en Engelbert Humperdinck     |
| 1967 | Verenigd Koninkrijk | Lois Lane, Gerry Marsden, Oscar, Dodie West en Roger Whittaker                   |
| 1968 | België              | Lily Castel, Ann Christy, Hugo Dellas, Nicole Josy en Jacques Raymond            |
| 1969 | Spanje              | Conchita Bautista, Nuria Feliù, Pedro Gene, Guillermina Motta en Peret           |
| 1970 | Spanje              | Christina, Dova, Dyango, Julio Iglesias en Jaime Morey                           |
| 1971 | Roemenië            | Aurelian Andreescu, Mihaela Mihai en Aura Urziceanu                              |
| 1972 | Verenigd Koninkrijk | Penny Lane, Malcolm Roberts en Union Express                                     |
| 1973 | België              | Cecily Forde, Rita Deneve en Kalinka                                             |

## Deelnemers

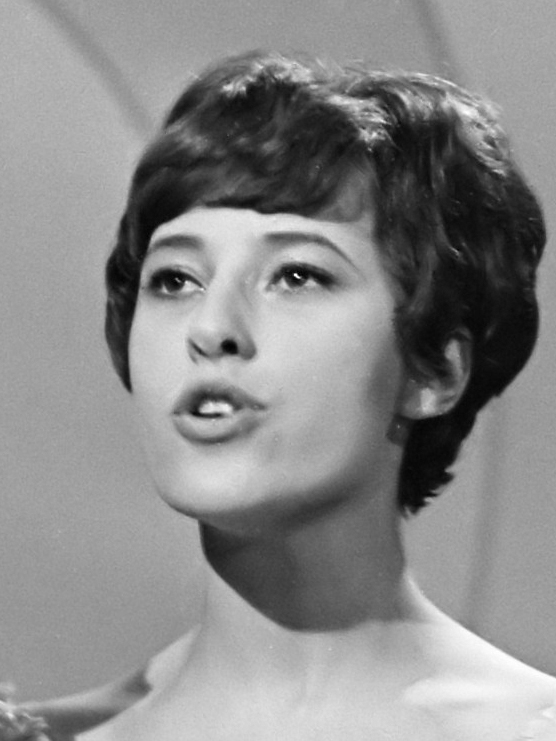
Tonia (België) in 1968

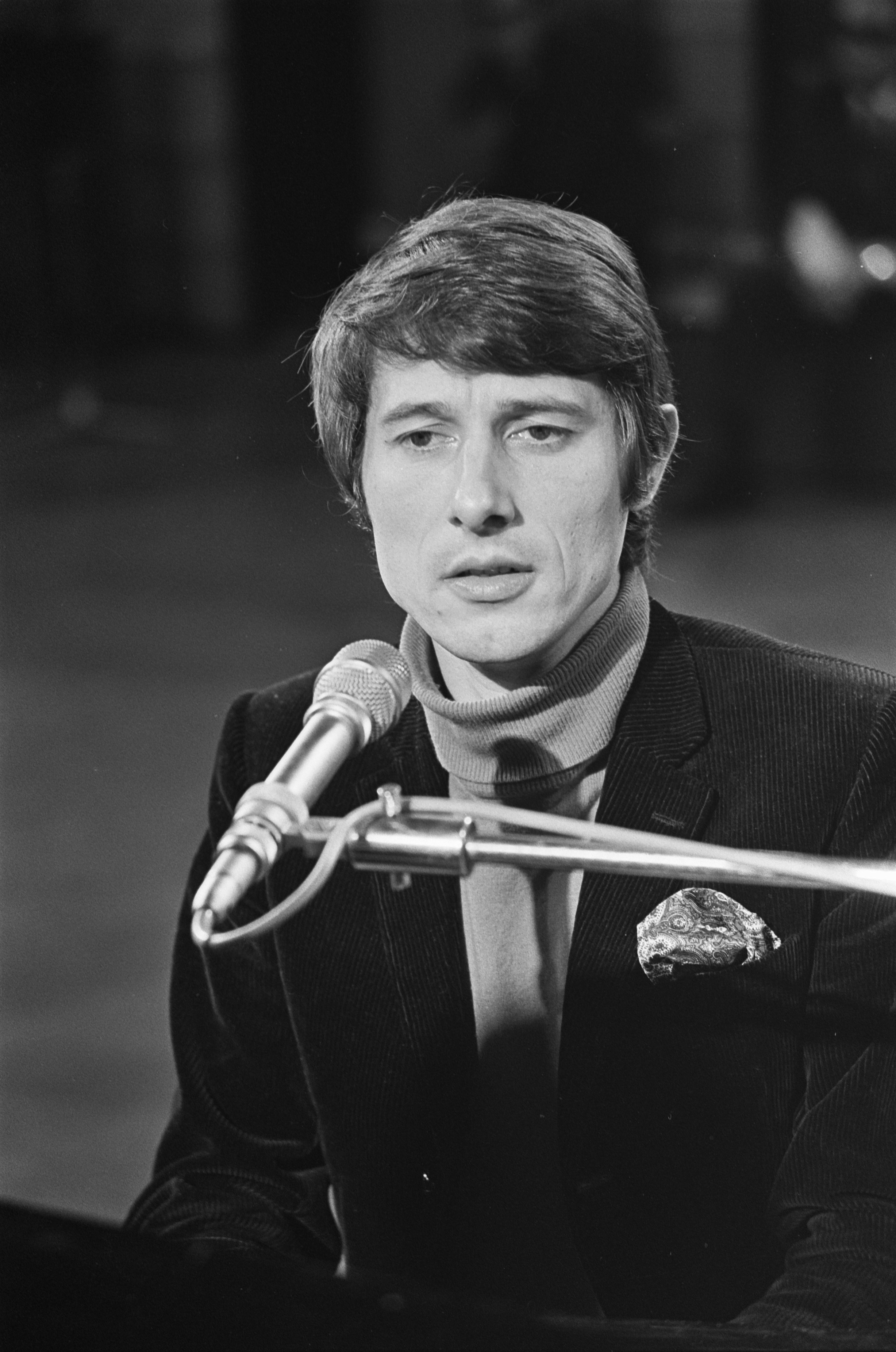
Udo Jürgens (West-Duitsland) in 1968

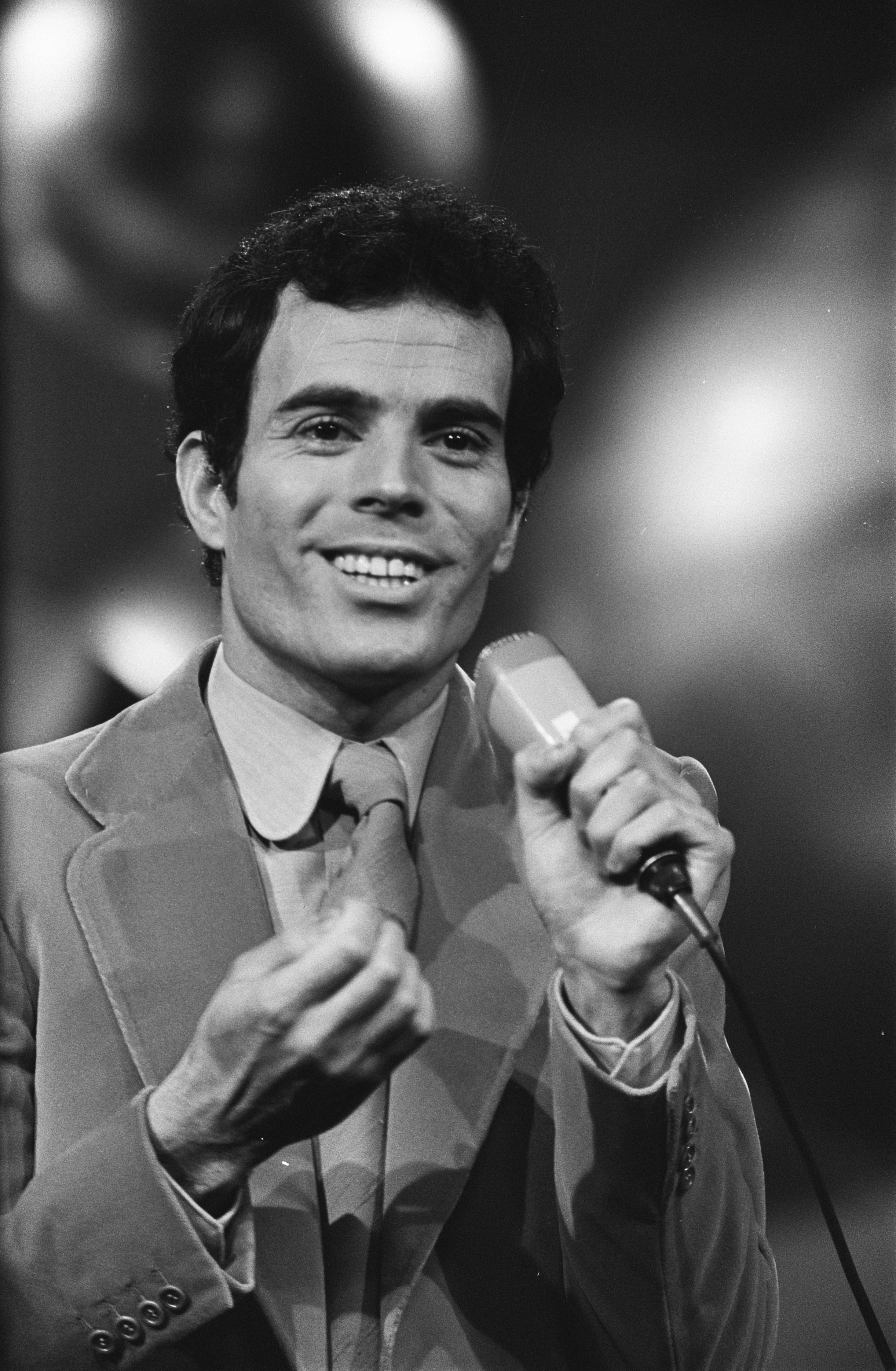
Julio Iglesias (Spanje) in 1970

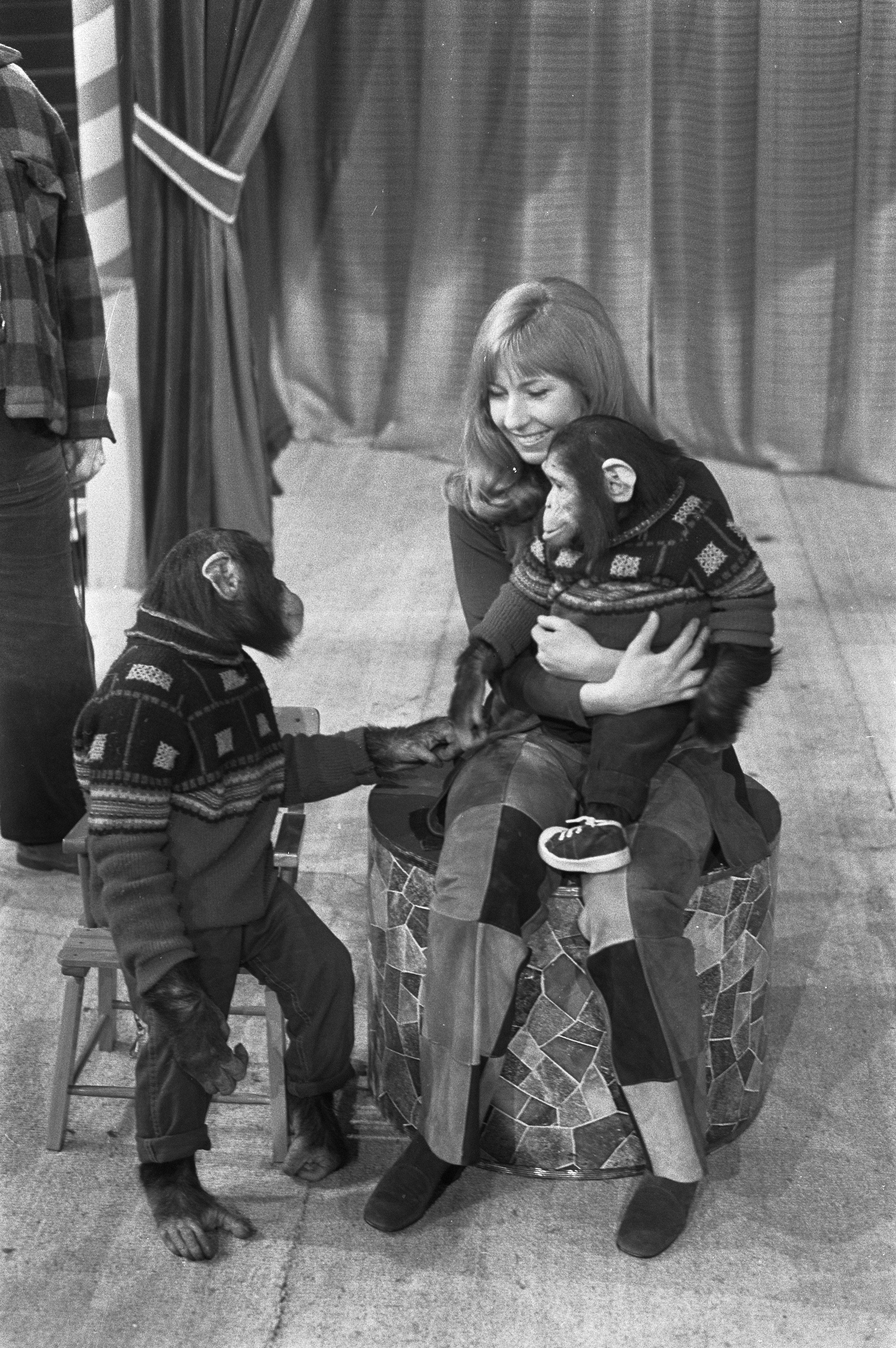
Willeke Alberti (Nederland) in 1972

### België
- 1959: Philippe Mayeux; Eddie Pauly, Liliane Vincent; Louis Neefs; Jack Terlin.
- 1960: Rina Pia; Louis Notari; Terry Lamo; Jean-Michel Blanc; Maryse Litsch.
- 1961: Frieda Linzi; Frieda De Cock; Robert-Charles Lanson; Belinda; Jacqueline Anset.
- 1962: Serge Davignac; Sonia; Staf Wesenbeek; Lize Marke; Claude Manau.
- 1963: Bichou; Luc Van Hoesselt; Paul Louka; Chris Wijnen; Jacques Daloux.
- 1964: Jean-Marc Bertrand; Kalinka; Louise Lava; Ben Amaury; José Thomas.
- 1965: Cecily Forde; Liliane; Tonia; Eddie Defacq; Maurice Dean.
- 1966: Alain; Ariane; Rita Deneve; Marino Falco; Jean Vallée.
- 1967: Jimmy Frey; Lucky Jones; Marva; Claudia Sylva; Ann Soetaert.
- 1968: Lily Castel; Ann Christy; Hugo Dellas; Nicole Josy; Jacques Raymond.
- 1969: Herman Elegast; Josiane Janvier; Ronny Temmer; Samantha; Johnny White.
- 1970: Ron Davis; Ann Gaytan; Kate; Mary Porcelyn; Truus.
- 1971: Micha Marah; Mireille May; Joe Harris
- 1972: Ann Michel; Kalinka; Roger Baeten.
- 1973: Cecily Forde (1965); Rita Deneve (1966); Kalinka (1964 en 1972).

### Denemarken
- 1971: Birthe Kjær; Ann Liza; Henning Rand.

### Frankrijk
- 1959: Jean-Paul Vignon; Gelou; Olivier Jeanès; Robert Jeantal; Jean-Yves Gran.
- 1960: Jean Dolley; Violette Renoir; Carole Venray; Barbara; Jean Renard.
- 1961: Simone Langlois; Jacques Leroy; Isabelle Aubret; Jean Ferrat; Jocelyne André.
- 1962: Christiane Legrand; Alain Barrière; Luce Klein; Joël Holmès; Billy Bridge.
- 1963: Jacqueline Danno; Billy Nencioli; Gérard Mélet; Nicole Croisille; Anton Valéry.
- 1964: Maria Vincent; Jean-Claude Darnal; Pierre Barouh; Pia Colombo; Ricet Barrier.
- 1965: Michel Noiret; Sabrina; Christine Nérac; Olivier Despax; France Laurie.
- 1966: Geneviève Cognet; Pascal Danel; Pierre-André Dousset; Gérad Layani; Liz Sarian.
- 1967: Alice Dona; Dany Marco; Rachel; Theo Sarapo; Romuald.
- 1968: Fauvette; Jacques Germain; Cécile Grandin; Mario Jacques; Jean-Claude Mario.
- 1969: Noël Cognac; Max Rongier; Valentine Saint-Jean; Michèle Torr; Danièle Vidal.
- 1970: Jean Amani; Noëlle Cordier; Dominique Dussault; Erik Montry.
- 1971: Pascale Concorde; Danielle Licari; Jean-Pierre Savelli.
- 1972: Ganël; Gilles Olivier; Les Octaves.
- 1973: Noëlle Cordier (1970); Nicole Croisille (1963); Jean-Claude Darnal (1964).

### Italië
- 1959: Rosanna Gherardi; Salvatore Pagliuca; Isabella Fideli; France Aldrovandi; Marino di Capri.
- 1960: Edda Montanari; Tony Cucchiara; Adriana Vasto; Nunzio Salonia: Isabella Fideli.
- 1961: Marino d' Alba; Babette; Paolo Sardsisco; Marisa Terzi; Leda Devi.
- 1962: Franco Franchi; Rossana; Umberto Marcato; Angela; Luciano Rondinella.
- 1963: Franco Pagani; Flora Gallo; Enrico Campia; Tania Raggi; Nik Montero.
- 1965: Iva Zanicchi; Ico Cerutti; Margherita; Nicola di Bari; Bruno Lauzi.
- 1966: Stelvia Ciani; Roby Ferrante; Franchina; Bruno Filippini; Diego Peano.
- 1967: Andrea Lo Vecchio; Anna Maria Izzo; Paola Musiani; Mario Tessuto; Giuliana Valci.
- 1968: Riccardo del Turco; Pino Donaggio; Corrado Francia; Dori Ghezzi; Renata Pacini.
- 1971: Memmo Foresi; Fiorella Mannoia; Ada Mori.

### Nederland
|  | - 1959: Annie Palmen; Joop van der Marel; Rob Touber; Lydia; John de Mol. - 1960: Teddy Scholten; Ton van Duinhoven; Rita Reys; Willy Alberti; Corry Brokken. - 1961: Conny Vandenbos; Sacha Denisant; Ramses Shaffy; Ria Valk; Herman van Keeken. - 1962: Anneke Grönloh; Max Woiski; Mieke Telkamp; Milly Scott; José Marcello & Joke Copier. - 1963: Rob de Nijs; Edwin Rutten; Ansje van Brandenberg; Gert Timmerman; Ciska Peters. - 1964: Willeke Alberti; Shirley; Trea Dobbs: Ilona Biluska; Rita Hovink. - 1965: Greetje Kauffeld; Liesbeth List; Connie van Bergen; Suzie; Jan Arntz. - 1966: Margie Ball; Martine Bijl; Karin Kent; Janneke Peper; Ronnie Tober. - 1967: Patricia Paay; Jerry Rix; Andy Star; Conny Vink; Marianne Delgorge. - 1968: Fleur Colombe; Ben Cramer; Franky Franken; Sandra; Sara Teixeira. - 1969: Rosita Bloom; Marjol Flore; René Frank; Dave Levenbach; Annet Hesterman. - 1970: Josée den Burger; Marius Monkau; Bonnie St. Claire; Helen Shepherd; Jacco van Renesse. - 1971: Lenada ten Haaf; Marco Maas; Ellen Wills. - 1972: Andeane (Anneke Konings); Frits Lambrechts; The Blue Diamonds. - 1973: Ben Cramer (1968); Liesbeth List (1965); Rita Reys (1960). |

### Oostenrijk
- 1964: Teddy Binder; Heinz Wimmer; Heidi Molnar; Gerda Nord; Fred Perry.

### Portugal
- 1972: Teresa Silva Carvalho; Tonicha; Paulo de Carvalho.

### Roemenië
- 1971: Aurelian Andreescu; Mihaela Mihai; Aura Urziceanu.
- 1972: Anda Calugareanu; Dida Dragan; Marina Voica.

### Scandinavië
- 1972: Olsen Brothers; Michael Elo; Ilse Graasten.

### Spanje
- 1969: Conchita Bautista; Nuria Feliù; Pedro Gene; Guillermina Motta; Peret.
- 1970: Christina; Dova; Dyango; Julio Iglesias; Jaime Morey.
- 1971: Rachel; Margaluz; Franciska.
- 1972: Mónica; Nino Bravo; Luis Gardey.
- 1973: Conchita Bautista (1969); Dova (1970); Jaime Morey (1970).

### Verenigd Koninkrijk
- 1959: Craig Douglas; Al Saxon; Maria Pavlou; Lorie Mann; Michael Desmond.
- 1960: Steve Martin; Wally Wayton; Valerie Masters; Jimmy Lloyd; Matt Monro.
- 1961: Tino Valdi; Carmitta; Ken Kirkham; Kathy Kirby; Dick Francis.
- 1962: Christine Campbell; Noel Harrison; David Mackberth; Anita Harris; Colin Day.
- 1963: Mike Preston; Johnny De Littile; Bobby Green; Clodagh Rodgers; Lyn Cornell.
- 1964: Mel Gaynor; Peter Lee Stirling; Barry Barnett; Elkie Brooks; Chris Bellman.
- 1965: Dave Berry; Joy Marshall; Eleanor Toner; Clark Robinson; Adrienne Poster.
- 1966: Truly Smith; Chloe Walters; Eden Kane; Jimmy Wilson; Engelbert Humperdinck.
- 1967: Lois Lane; Gerry Marsden; Oscar; Dodie West; Roger Whittaker.
- 1968: Friday Brown; Allun Davies; Wayne Fontana; Brenda Marsh; Marty Wilde.
- 1969: Bernadette; Elaine Delmar; Lee Lynch; Julie Rodgers; Johnny Tudor.
- 1970: Tony Christie; Jeff Collins; Bobby Hanna; Samantha Jones; Andee Sylver.
- 1971: Susan Maughan; Bobby Samson; Robert Young.
- 1972: Penny Lane; Malcolm Roberts; Union Express.
- 1973: Dave Berry (1965); Samantha Jones (1970); Malcolm Roberts (1972).

### West-Duitsland
- 1959: Carina Korten, Barbara Spengler; Bert Varell; Ted Herold; Peter Wegen.
- 1960: Heinz Sagner; Hannelore Auer; Frank Forster; Inge Brandenburg; Udo Jürgens.
- 1961: Wyn Hoop; Marina Lacos; Rainer Bertram; Peggy Brown; Günter Schnittjer.
- 1962: Peter Kirsten; Angelina Monti; Nina Westen; Ralph Paulsen; Ulla Raphael.
- 1963: Nana Gualdi; Teddy Peter; René Kollo; Mary Roos; Gisela Marell.
- 1964: Peter Beil; Rosemarie Gongolsky; Sven Jenssen; Ulla Nielsen; Ria Bartok.
- 1965: Roy Black; Ulla Norden; Christa Orth; Bernd Spier; Melitta Berg.
- 1966: Marion; Tony Marshall; Katja Ebstein; Barbara Starun; Bob Telden.
- 1967: Suzanne Doucet; Vera Martin; Reinhard Mey; Horst Twieg.
- 1968: Alex; Buddy Caine; Heidi Franke; Peter; Ulla Wiesner.
- 1969: Mark Anthony; Catrin Cremer; Daisy Door; Andreas Holt; Ute Hellermann.
- 1970: Tania Berg; Sibylle Kynast; Kai Lichtenberg; Marco Polo; Johnny Tame.
- 1971: Roberto Blanco, Joy; Pat Simon.
- 1972: Mary Roos; Peter Rubin; Cindy & Bert.
- 1973: Mark Anthony (1969); Udo Jürgens (1960); Mary Roos (1963-1972).